# Dorika ignea
Dorika ignea är en fjärilsart som beskrevs av George Francis Hampson 1891. Dorika ignea ingår i släktet Dorika och familjen nattflyn. Inga underarter finns listade i Catalogue of Life.